# День Республики

Фречче триколори на «Дне республики Италия».

«День Республики» — национальный праздник в ряде государств (республиках), который, как правило, проводится в день провозглашения государством республики, либо в день принятия конституции непременного атрибута государства.
Нередко «День Республики» является одним из главных праздников республики. Нередко праздник сопровождается митингами, демонстрациями, красочными шествиями, концертами, военными парадами, авиационными шоу, фейерверками и салютами.

## Дни Республики в разных государствах
| Флаг                               | Название Республики           | Дата праздника | Краткое описание и история праздника |
| ---------------------------------- | ----------------------------- | -------------- | --- |
|                                    | Республика Сербская           | 9 января       | «День Республики Сербской» отмечается в день провозглашения сербскими депутатами парламента Боснии и Герцеговины «Республики Сербского народа Боснии и Герцеговины из Боснийской Краины и восточной Боснии» в 1992 году. |
| Флаг Албании                       | Албания                       | 11 января      | «День Республики Албания» — один из главных национальных праздников страны. Широко отмечается с 1946 года, когда коммунистическим режимом, пришедшим на смену фашистскому, была провозглашена Народная республика Албания. |
| Флаг Индии                         | Индия                         | 26 января      | «День Республики Индия» был установлен в 1950 году. |
| Флаг Венгрии                       | Венгрия                       | 1 февраля      | «День Республики Венгрия» отмечается с 1947 года, когда Парижским мирным договором была признана новая республика в её современных границах. |
| Флаг Пакистана                     | Пакистан                      | 23 марта       | «День Исламской Республики Пакистан» напрямую связан с принятием Лахорской резолюции в 1940 году. |
| Флаг Непала                        | Непал                         | 28 мая         | В этот день в 2008 году Учредительное Собрание Непала 560 голосами против четырёх (члены монархической Раштрия Праджантра Парти) провозгласило Непал Федеративной Демократической Республикой. Непал стал парламентской республикой, исполнительную власть в стране возглавил премьер-министр. |
| Флаг ЮАР                           | ЮАР                           | 31 мая         | «День ЮАР» отмечается в стране в день провозглашения независимости от Великобритании в 1910 году. В этот же день, в 1961 году была введена должность государственного президента Южно-Африканской Республики. |
| Флаг Италии                        | Италия                        | 2 июня         | «День Республики Италия» (Festa della Repubblica italiana)- государственный праздник в соответствии с законом, подписанным 20 ноября 2000 года президентом Италии. Приурочен к событиям 2 июня 1946 года, когда население страны на референдуме высказалось за республиканскую форму правления. |
| Флаг Исландии                      | Исландия                      | 17 июня        | «День Республики Исландии» (иначе «День провозглашения Республики» (исл. Þjóðhátíðardagurinn), «Национальный день») отмечается в день рождения национального героя страны Йоуна Сигурдссона, внёсшего неоценимый вклад в движение за независимость Исландии, которую та обрела лишь несколько десятилетий спустя после его смерти. |
| Флаг Туниса                        | Тунис                         | 25 июля        | «День Республики Тунис» приурочен к дню свержению монархического правления бея Мухаммада VIII аль-Амина и образованию Республики в 1957 году. |
| Флаг Китайской Народной Республики | Китайская Народная Республика | 1 октября      | «День образования Китайской Народной Республики» празднуется пять дней, и все они в Китае являются выходными. Главные улицы и площади столицы украшаются огромными композициями из живых цветов. КНР появилась на карте мира в 1949 году и в зависимости от времени торжества на «День Республики» проводились скромно или с размахом. Однако апогея масштабности этот день достиг в начале XXI века. Сотни тысяч живых цветов, военные парады, народные гулянья, концерты, викторины, шествия, грандиозные салюты — все это стало непременными атрибутами Дня республики. |
|                                    | Португалия                    | 5 октября      | «День Республики Португалия» отмечается ежегодно, в день падения монархии в 1910 году. |
| Флаг Турции                        | Турция                        | 29 октября     | В этот день в 1923 году были внесены поправки в Конституцию государства и страна стала республикой. Это повлекло окончательный распад Османской империи. На «День Республики» в Турции устраивают красочные фееричные шоу, в небе взрываются фейерверки и сверкает салют, проходят военные парады, а на улицах гуляют и веселятся граждане. |
| Флаг Бразилии                      | Бразилия                      | 15 ноября      | В этот день в 1889 году император был низложен, и провозглашена республика — Соединённые Штаты Бразилии. Теперь ежегодно для жителей страны — «День Республики Бразилия» является выходным и одним из главных праздников в Республике. |
| Флаг Югославии (1945—1991)         | Югославия                     | 29 ноября      | «Демократическая Федеративная Югославия» в этот день в 1945 году сменила своё название на «Федеративная Народная Республика Югославия». Парламент приступил к написанию новой конституции государства. «День Республики Югославия» отмечался на балканах с 1945-го по 1990 год, вплоть до самого распада СФРЮ. |
| Флаг Буркина-Фасо                  | Буркина-Фасо                  | 11 декабря     | «День республики Буркина Фасо» (иначе: «Национальный День») — национальный праздник отмечаемый в день образования Автономной Республики Верхняя Вольта в рамках Французского Сообщества в 1958 году. |
| Флаг Мальты                        | Мальта                        | 13 декабря     | В 1964 году Мальта де-факто получила независимость от Великобритании, а 10 лет спустя, 13 декабря была провозглашена и Республика Мальта. Однако последняя военная база англичан была закрыта лишь 5 лет спустя. |
| Флаг Нигера                        | Нигер                         | 18 декабря     | День республики Нигер увязан с освобождением страны от колониального владычества Франции в 1958 году. |
| Флаг Мадагаскара                   | Мадагаскар                    | 30 декабря     | Согласно конституции пятой французской республики в 1958 году страна получила право самоуправления — Малагасийская Республика. Уже 26 июня 1960 года Мадагаскар получил абсолютную независимость. Тем не менее «Демократическая Республика Мадагаскар» появилась на карте только в 1975 году. С эти событием и связан «День ДРМ». |
| Флаг ГДР                           | Восточная Германия            | 7 октября      | День Республики в ГДР был приурочен ко дню её провозглашения 7 октября 1949 года. Ежегодно в этот день проводился военный парад, демонстрации трудящихся и членов ССНМ. |

См. также: газета «День республики»

## День Республики напостсоветском пространстве
| Флаг              | Республика  | Дата праздника | Краткое описание и история праздника |
| ----------------- | ----------- | -------------- | --- |
| Флаг Азербайджана | Азербайджан | 28 мая         | «День Республики Азербайджан» — день провозглашения Национальным советом Азербайджана Азербайджанской Демократической Республики (АДР) в 1918 году.. С 2021 года согласно закону «О Дне независимости» в Азербайджане «День Республики» был переименован в «День независимости».                                |
| Флаг Армении      | Армения     | 28 мая         | «День Республики Армения» приурочен к провозглашению Первой Республики 28 мая 1918 года. Как и Азербайджанская Демократическая Республика, она была образована после роспуска недолговечной Закавказской ДФР, образованной в ходе эскалации Гражданской войны и распада Российской империи.                     |
| Флаг Беларуси     | Белоруссия  | 3 июля         | «День Республики Беларусь» это также и «День освобождения Белоруссии» от немецких оккупантов во время ВОВ (в этот день вермахт был выбит из Минска Красной Армией). Решение о праздновании этой даты принято на осеннем референдуме 1996 года. Также этот праздник называют и «Днём независимости».             |
| Флаг Молдовы      | Молдавия    | 27 августа     | В этот день Парламент Республики Молдова принял Декларацию о независимости. Таким образом День Республики совпадает с Днём независимости и официально именуется: «День независимости Республики Молдова». |
| Флаг Казахстана   | Казахстан   | 25 октября     | «День Республики Казахстан» отмечался в день принятия Декларации о государственном суверенитете Казахской ССР в 1990 году, наряду с Днём независимости и являлся не рабочим днем. В 2009 году День республики был отменён. С 2022 года День Республики в Казахстане снова празднуется и является выходным днем. |

## День Республики в Российской Федерации
День Республики — главный праздник республик Российской Федерации, отмечается в день образования либо принятия конституции той или иной республики.
| Флаг                               | Республика                    | Дата праздника          | Краткое описание и история праздника |
| ---------------------------------- | ----------------------------- | ----------------------- | --- |
|                                    | Дагестан                      | 20 января               | «День образования Республики Дагестан» — отмечается в день выхода Декрета ВЦИК, в котором было законодательно утверждено образование Дагестанской Советской Социалистической Республики, в составе РСФСР. |
|                                    | Республика Крым               | 20 января               | «День Республики Крым» отмечается с 2009 года в АР Крым (с 2014 года в Републике Крым) в годовщину проведения всекрымского референдума 1991 года, на котором большинство жителей полуострова высказались за восстановление Крымской автономии в составе СССР. |
|                                    | Республика Саха (Якутия)      | 27 апреля               | 27 апреля 1922 года была создана Якутская Автономная Советская Социалистическая Республика (ЯАССР) в составе РСФСР. |
| Донецкая Народная Республика       | Донецкая Народная Республика  | 11 мая                  | «День (Донецкой Народной) Республики» отмечается в день референдума о самоопределении и на основании декларации о суверенитете 11 мая 2014 году и является нерабочим днём. |
| Флаг Луганской народной республики | Луганская Народная Республика | 12 мая                  | «День Луганской Народной Республики (ЛНР)» отмечается 12 мая, в годовщину событий 2014 года, когда было объявлено о создании ЛНР и оглашений результатов референдума на фоне политического кризиса и вооруженного конфликта на востоке Украины. Является нерабочим днём. |
|                                    | Ингушетия                     | 4 июня                  | 4 июня 1992 года Верховный Совет России принял Закон об образовании Ингушской Республики в составе РФ. Ранее Ингушетия обладала автономией в 1924—1934 годах как Ингушская автономная область со столицей во Владикавказе. |
|                                    | Карелия                       | 8 июня                  | В этот день в 1920 году Постановлением ВЦИК была образована Карельская трудовая коммуна, считающаяся предшественником Карельской АССР. |
|                                    | Чувашия                       | 24 июня                 | День Чувашской республики учреждён в 1995 году в честь 75-летия образования Чувашской автономной области и объявленный в 2000 году государственным праздником. |
|                                    | Алтай                         | 3 июля                  | Этот день 1991 года считается Днем образования Горно-Алтайской республики. До этого она именовалась Ойротской, а затем Горно-Алтайской автономной областью. С мая 1992 года именуется «Республика Алтай». |
|                                    | Хакасия                       | 3 июля                  | «День Республики Хакасия» («Хакас Чирi») — один из главных праздников Республики. Хакасская автономная область образована 1930 году; в 1990 году была переименована в Хакасскую АССР, в 1991 году — в Хакасскую ССР. В 1992 году Хакасская ССР вышла из состава Красноярского края, получив нынешнее название Республика Хакасия. |
| Тыва                               | Тыва                          | 15 августа              | С 13 по 16 августа 1921 года в селе Суг-Бажы прошёл Всетувинский учредительный хурал, в работе которого принимали участие представители всех кожуунов Тувы; на нём присутствовали также делегация Советской России. В первый день хурал принял резолюцию: «Народная Республика Тану-Тува является свободным, ни от кого не зависящим в своих внутренних делах государством свободного народа, в международных же отношениях Республика Тану-Тува действует под покровительством Российской Социалистической Федеративной Советской Республики.» 14 августа была провозглашена независимость Республики Тану-Тува, впоследствии вошедшей в состав РСФСР. |
| Республика Коми                    | Республика Коми               | 22 августа              | 22 августа 1921 года была создана Автономная область коми-зырян, в 1936 года преобразованая в автономную республику. |
| Татарстан                          | Татарстан                     | 30 августа              | «День Республики Татарстан» объявлен в республике праздничным, нерабочим днем в соответствии с Законом Республики Татарстан от 29 августа 1991 года. 30 августа 1990 года Верховный Совет Татарской АССР принял Декларацию о государственном суверенитете Татарской ССР. 30 августа, отмечается — День образования Республики — это день Государственного Суверенитета Республики Татарстан. |
|                                    | Кабардино-Балкария            | 1 сентября              | День государственности или День республики. Праздник учрежден в 1997 году по случаю принятия новой конституции Кабардино-Балкарской Республики. Отмечается 1 сентября, в день когда в 1921 году декретом ВЦИК РСФСР была образована Кабардинская автономная область, позднее вместе с Балкарским автономным округом преобразованная в Кабардино-Балкарскую автономную область. |
| Флаг Чечни                         | Чечня                         | 6 сентября              | «День республики Чечня» установлен президентом республики Ахматом Кадыровым в 2002 году. Второе название праздника: «День гражданского согласия и единения». Ранее 6 сентября отмечалось как «День независимости Ичкерии». |
|                                    | Адыгея                        | 5 октября               | «День Республики Адыгея» празднуется в день, когда 5 октября 1990 года внеочередная сессия Адыгейского областного Совета народных депутатов ХХI созыва провозгласила образование Адыгейской Советской Социалистической Республики в составе РСФСР. День Республики Адыгея установлен Законом Республики Адыгея от 14.02.1995 № 168-1. |
| Башкортостан                       | Башкортостан                  | 11 октября              | «День Республики Башкортостан» («День суверенитета Республики Башкортостан») празднуется в день, когда Верховным Советом республики была провозглашена Декларация о государственном суверенитете.. |
|                                    | Северная Осетия — Алания      | 3-е воскресенье октября | «День Республики Северная Осетия — Алания» был учрежден указом президента Республики Ахсарбеком Галазовым в ознаменование 220-летия присоединения Северной Осетии к России. Праздник отмечается ежегодно с 1995 года. |
|                                    | Марий Эл                      | 4 ноября                | 4 ноября 1920 года была образована Марийская автономная область. Тогда в 1920е годы, как и в других национальных республиках, ознаменовались активным развитием национальной культуры. 22 октября 1990 года область стала соцреспубликой — МССР. 9 декабря 1992 года республика обрела нынешнее название. |
| Калмыкия                           | Калмыкия                      | 5 июля                  | «День Республики Калмыкии» будет отмечаться ежегодно 5 июля. Законопроект был разработан в целях увековечения образования автономии калмыцкого народа в составе Российской Федерации. |
| Мордовия                           | Мордовия                      | 30 ноября               | |
|                                    | Удмуртская Республика         | 4 ноября                | 4 ноября 1920 года Всероссийский центральный исполнительный комитет и Совет народных комиссаров приняли Декрет об образовании Вотской автономной области и положили начало формированию государственности Удмуртии. |